# NGC 504
NGC 504 este o galaxie lenticulară situată în constelația Peștii. A fost descoperită în 22 noiembrie 1827 de către John Herschel. De asemenea, a fost observată încă o dată de către Heinrich Louis d'Arrest.